# Parnica
Parnica, građansko-pravni spor između dviju ili više pravnih osoba/stranaka, koji se vodi pred sudom tj. sudski postupak (proces, spor). Pojam parnica često se koristi kao istoznačnica za parnični postupak, a u starijem hrvatskom građanskoprocesnopravnom nazivlju upotrebljavao se i izraz parba.
Parnica je, dakle, postupak ili odnos koji nastaje između stranaka i suda kada je tužba, kojom je tužitelj pokrenuo parnični postupak, dostavljena tuženiku, kako bi sud nakon provedenoga postupka odlučio o osnovanosti tužbenoga zahtjeva za pružanje određene pravne zaštite subjektivnim građanskim pravima za koja tužitelj tvrdi da su povrijeđena ili ugrožena. U trenutku dostave tužbe tuženiku parnica počinje teći, dakle dolazi do litispendencije (lis pendet). Ona traje do pravomoćnog okončanja postupka.
Nepravomoćno okončanje presude, na koje obrana ili tužiteljstvo mogu uložiti žalbu na temelju koje sudac može ili pokrenuti žalbeni postupak ili nepravomoćnu presudu preinačiti u pravomoćnu (konačnu), naziva se i prvostupanjska presuda, dok se pravomoćna (punomoćna) presuda naziva drugostupanjskom.
Sudski spor između dvije privatne osobe tj. dva građanina naziva se i građanskom parnicom. Izraz podići parnicu znači započeti sudski postupak (spor).